# Georges Pinault
 (mai 2013).
Si vous disposez d'ouvrages ou d'articles de référence ou si vous connaissez des sites web de qualité traitant du thème abordé ici, merci de compléter l'article en donnant les références utiles à sa vérifiabilité et en les liant à la section « Notes et références ».
Pour les articles homonymes, voir Pinault.
Georges Pinault, né le 5 mars 1928 à Saint-Malo et mort le 29 novembre 2000 à Paris 5e, dit « Goulven Pennaod » ou Jord Pinault, est un linguiste français et nationaliste breton. Il est spécialisé dans les langues indo-européennes et en particulier celtiques: breton, cornique, celtique continental ou gaulois.
Au titre du rapport établi en 2004 sous l'égide d'Henry Rousso, il est qualifié de « néo-nazi » par la commission sur le racisme et le négationnisme à l'université Jean-Moulin-Lyon-III.

## Biographie
Élevé dans une famille de la gauche radical-socialiste de Saint-Malo, durant la Seconde Guerre mondiale, Georges Pinault, étant trop jeune pour entrer dans la Waffen-SS, s'inscrit aux « Jeunes de l'Europe Nouvelle » (JEN), création du Groupe Collaboration à destination des adolescents. Il est condamné à cinq ans d'indignité nationale. Son ami romancier, le Waffen SS français Saint-Loup, le présente ainsi dans son livre Les Nostalgiques : « Goulven Pennaod n'avait pas quinze ans en 1943. Ne pouvant rallier la Waffen SS, il s'était inscrit aux jeunes de l'Europe nouvelle. Prison Jacques-Cartier à Rennes en 1945. Cinq ans d'indignité nationale en raison de sa jeunesse. (...) Il se retrouve au Pays de Galles, soldat dans l'armée secrète des séparatistes. (...) Il traîne sa nostalgie de la guerre qu'il n'a pas faite aux côtés du IIIe Reich socialiste. Ce socialiste anti-communiste se console en contractant un engagement pour l'Indochine pour, disait-il, "continuer la croisade anti-bolchévique". »
Il est sous-lieutenant durant la guerre d'Indochine où il participe à la bataille de Diên Biên Phu. Il est nommé chevalier de la Légion d'honneur mais refuse d'être décoré. 
En 1959, il écrit sous un pseudonyme sa première œuvre publiée en breton : « Ur gudenn a vannouriezh : an tennañ ouzh an aerloc'hennoù » (Un problème de balistique, le tir contre les missiles aériens), éditions Preder. À la fin des années 1960,  il participe à la revue nationaliste Europe-Action avec Alain de Benoist et Pierre Vial.
Il a publié des articles, traductions, recensions - en breton et en français - dans les revues Al Liamm, Preder, Ogam Celticum, Études indo-européennes, Nouvelle École, Annales de Bretagne, Hor Yezh… 
Dans les années 1980, il fonde Europa Riezel avec Guillaume Faye et Tristan Mordrelle.
En 1989, malgré les avis défavorables du Conseil national des universités en conséquence de diplômes universitaires inexistants, la présidence de l'université Jean-Moulin-Lyon-III parvient à le recruter en tant que maître de conférence associé. Le rapport Rousso cite l'institut d'études indo-européennes, matière de prédilection de Pinault (fréquenté par ailleurs par l'identitaire Pierre Vial). Il en est exclu sous le ministère Jospin parmi d'autres enseignants jugés « révisionnistes » (Notin) ou néo-nazis dans cette même université (d'après le journal Libération).
En 1997-1998, son nom apparaît comme chercheur-associé dans le rapport scientifique du centre de recherche bretonne et celtique de l'université de Bretagne-Occidentale, bien qu'il ne soit toujours pas universitaire.

## Ouvrages

### Créations
- (br) Darleadurioù kêr Vreizh, splet an henvrezhoneg evit ar yezh arnevez
- (br) Ur gudenn a vannouriezh : an tennañ ouzh an aerloc'hennoù (Un problème de balistique, le tir contre les missiles aériens) ; Preder, 1959.
- (br) Yezhadur berr ar c'herneveg (Précis de grammaire cornique) ; 1960.
- avec Abeozen : Yezhadur nevez ar c'hembraeg (Nouvelle grammaire galloise) ; 1964.
- (br) Dornlevr krennvrezhoneg. Eil embannadur azveret (Manuel de moyen-breton) ; Plomelin, Preder, 1966 ; nouvelle éd., 1979.
- (br) Kentskrid d'ur studi frammadel eus ar brezhoneg (Introduction à une étude structurale du breton) ; 1966.
- Langues et littérature celtiques, in Nouvelle École no 15, 1971, p. 17-36.
- Le calendrier gaulois de Coligny, in Les Celtes, Nouvelle École no 17, 1972 (p. 48-59 ; autres articles par Jean-Jacques Hatt, Wolfgang Meid (traduit par G.P.), Roger Hervé).
- Inventaire du système consonantique du breton ; Kêr Vreizh, 1973, 19 pages[7].
- Bref aperçu de la langue cornique, n° spécial de An Tribann, n° 84, 1981, 16 pages
- Leçons de moyen-breton ; 1984 [réf. nécessaire].
- Recueil des inscriptions gauloises. Tome III : Les calendriers (sous la direction de P.-M. Duval) ; P., Cnrs (supplément à Gallia, 45), 1986, 442 pages  (ISSN 0072-0119)
- « Quelques rois dans le Mabinogi » Études indo-européennes : Georges Dumézil in memoriam (vol. 2), sans date, p. 132-144.

### Éditions
- (br) Doue ha mem Bro, de Y.V. Joubioux ; 1973.
- (br) Bourrapted an tiegezh, de J.M. Heneu ; 1974.
- (br) Oberennoù klok', de Prosper Proux ; 1975.
- (br) Levr al labourer, adembannet ha skoueriekaet gant G.P. ; Plomelin, Preder, 1979, 151 pages (édition du poème de Joakim Gwilhom : Livr el labourer, Vannes 1849, avec traduction en breton unifié en regard).
- (br) Passyon agan arluth - Pasion hon aotrou : barzhoneg kernevek eus ar 15t kantved testenn orin diwar… ; Preder, 1978.
- (br) An Novelov ancien ha devot : les Noëls anciens et dévots (texte de 1650 accompagné d'une traduction française de G.P.) ; Preder, 1984, 175 pages.
- traduction de : Le combat des arbrisseaux du Pseudo-Taliesin (avec Alain Le Berre et Guy Étienne), in Poésie Bretagne no 8, 1987, p. 23-39.